# 西岸寺 (京都市伏見区深草)
西岸寺（さいがんじ）は、京都府京都市伏見区深草直違町にある浄土真宗本願寺派の寺である。
同じ伏見区内の下油掛町にある西岸寺（浄土宗。別名・油懸地蔵）とは別の寺院である。

## 歴史
平安時代末期に、関白の藤原忠通が法性寺の小さな堂宇を建てたことが発祥とされる。
後白河法皇も行幸を重ねたことから、後に法皇の和歌にちなんで西岸寺と号した。
承元元年（1207年）、法然が延暦寺や東大寺などの有力仏教より弾圧された（承元の法難）時、弟子の親鸞が、この地から越後国国府へ流された。

## 所蔵物
江戸時代後期の作とみられる5幅1組の九相図がある。人の世の無常を示すものとして、人間が死んでから骨になるまでの姿を描いており、一般的には檀林皇后や小野小町などが有名だが、西岸寺の九相図では男女一対の死体が登場する。

## 玉日姫に関する発掘調査

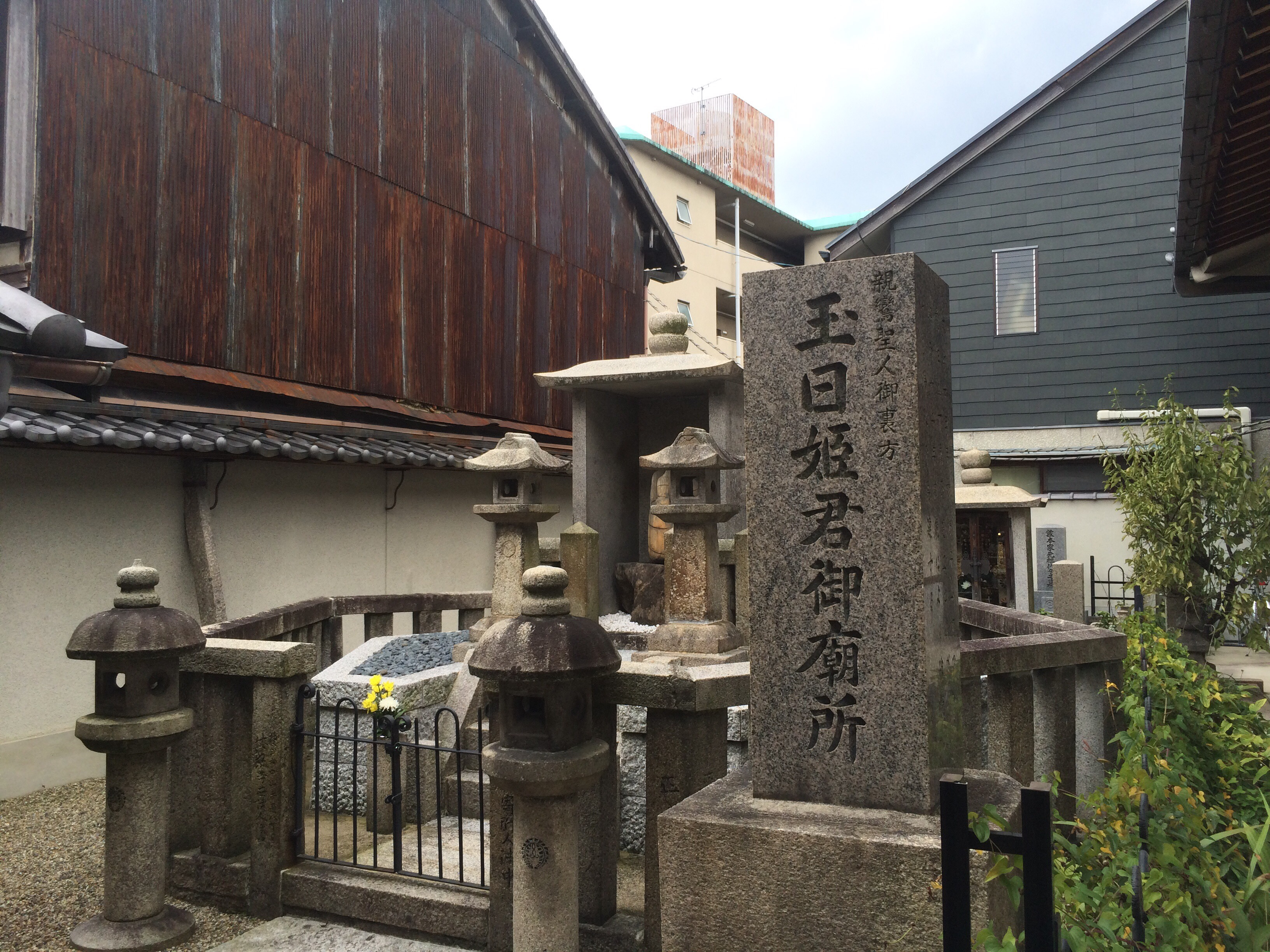
玉日姫御廟所と伝わる塚

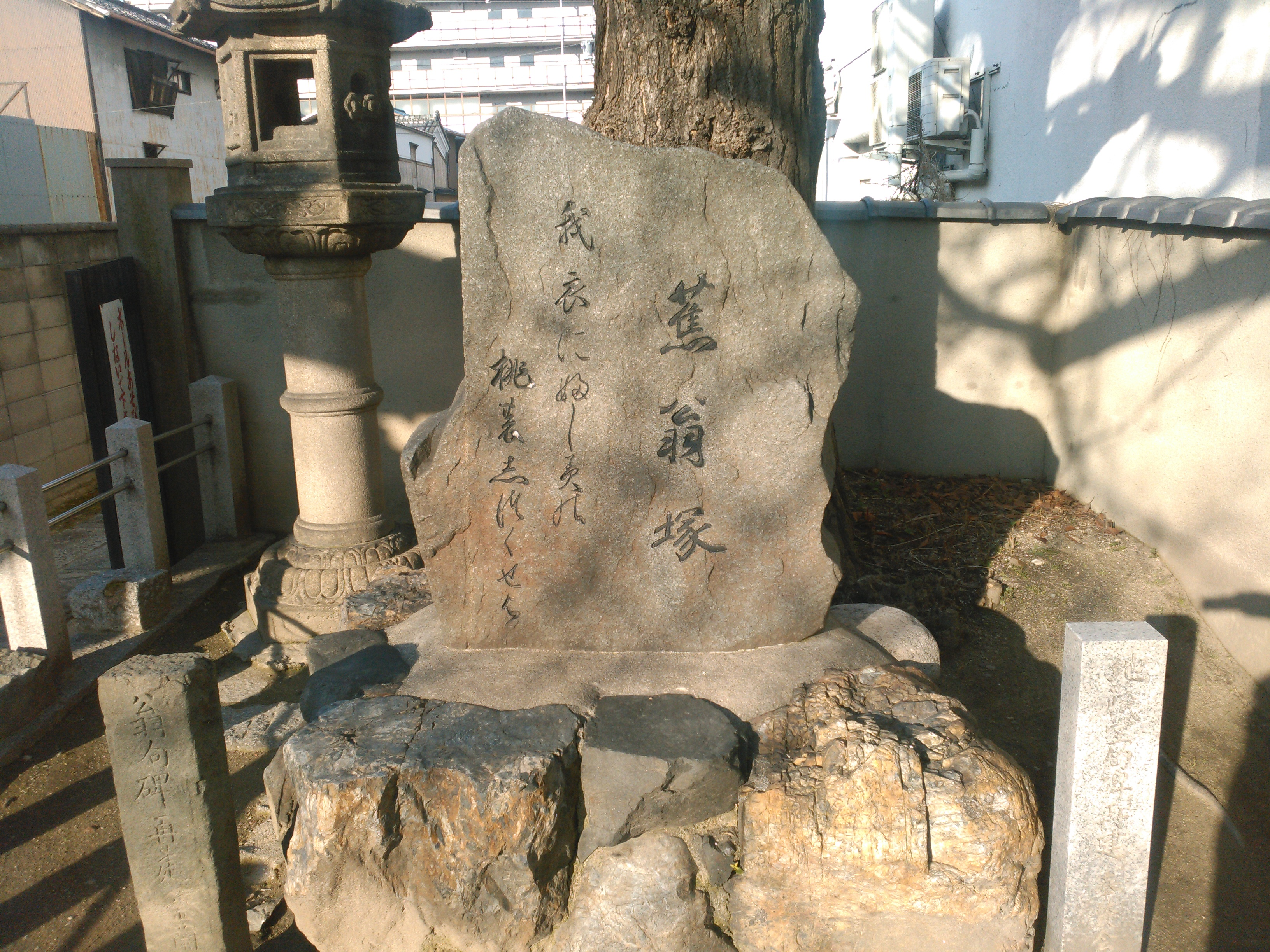
蕉翁塚

2012年4月、山形大学の松尾剛次教授と京都市埋蔵文化財研究所が、境内にある九条兼実の娘玉日姫（たまひひめ。親鸞の妻との伝承がある人物）御廟所の修復に伴う発掘をおこない、骨壺や火葬された人骨を発見した。松尾は真宗佛光寺派系の『親鸞聖人御因縁』や真宗高田派系の『親鸞聖人正明伝』・『親鸞聖人正統伝』に記載されている玉日の存在を補強する結果であると主張しているが、本願寺史料研究所は浄土真宗本願寺派及び真宗大谷派系の文献では玉日の存在が確認できていないため今後の調査を見守るとしている。

## アクセス
- 京阪本線藤森駅下車　徒歩4分